# Cuatro estómagos
Cuatro estómagos (1996) es el primer trabajo discográfico de la banda uruguaya Hereford.
Este disco fue grabado y mezclados en Estudios TOMA "La Escuelita" en Buenos Aires, en el mes de octubre de 1996.

## Ficha técnica
Ingeniero de grabación y mezcla: Guillermo "Willy Zuloaga"
Asistente de estudio y grabación: Gabriel Reznik
Asistente de grupo: Lernando Federici
Letra, música y producción musical: Hereford
Fotografías: Santiago Carreira
Músicos invitados: Gabriel Reznik (piano en "Hace frío afuera"), Gustabo "Nano" Novelo (teclados en "El diablo y el ángel" y en "Funky)

## Canciones
1. Perdición
2. Qué decir
3. Hombre de atrás
4. Si te vas
5. Debiste pensar
6. Donde estás ahora
7. El diablo y el ángel
8. Hace frío afuera
9. Avisame
10. Globo a las estrellas
11. Funky
12. Todo está bien
13. Si quieres verme sonreír
14. Nena te estoy esperando

- Datos: Q5793396